# Алжир на Летњим олимпијским играма 1964.
Алжир је први пут у својој спортској историји учествовао на Летњим олимпијским играма одржаним 1964. године у Токију, Јапан. На овим играма Алжир је представљао само један спортиста који се такмичио у гимнастици.
Представник Алжира није освојио ниједну медаљу.

## Гимнастика
Мушкарци
| Гимнастичар    | Дисциплина  | Дисциплина        | Дисциплина  | Дисциплина  | Дисциплина  | Дисциплина   | Квалификације | Квалификације | Финале           | Финале             | Детаљи |
| Гимнастичар    | Партер      | Коњ са хватаљкама | Кругови     | Прескок     | Разбој      | Вратило      | Укупно        | Пласман       | Укупно           | Пласман (ук. учес) |        |
| -------------- | ----------- | ----------------- | ----------- | ----------- | ----------- | ------------ | ------------- | ------------- | ---------------- | ------------------ | ------ |
| Мохамед Лазари | 17,40 (=93) | 18,00 (=72)       | 18,00 (=60) | 18,65 (=77) | 18,20 (=79) | 16,70 (=111) | 106,95        | 91 (130)      | Није се пласирао | Није се пласирао   |        |